# Джастін Гюбнер
Джа́стін Кві́нсі Гю́бнер (нід. Justin Quincy Hubner; нар. 14 вересня 2003, Гертогенбос) — нідерландський та індонезійський футболіст, захисник клубу «Фортуна» (Сіттард) і збірної Індонезії. 

## Клубна кар'єра

### «Вулвергемптон Вондерерз»
Вихованець команд «Віллем II», «Брабант Юнайтед» і «Ден Босх». В лютому 2020 року приєднався до академії англійського клубу «Вулвергемптон Вондерерз». 18 вересня 2020 року підписав з клубом свій перший професіональний контракт. 1 лютого 2023 року продовжив контракт з «Вулвергемптоном» до червня 2025 року.
12 березня 2024 року на правах оренди перейшов в японський клуб Джей-ліги 1 «Сересо Осака» до кінця сезону. 7 квітня дебютував за «Сересо Осака», вийшовши на заміну Лукасу Фернандесу в матчі Джей-ліги 1 проти клубу «Альбірекс Ніїґата».
В сезоні 2024–25 виступав за молодіжну команду «Вулвергемптона».

### «Фортуна» (Сіттард)
29 липня 2025 року на правах вільного агента приєднався до сіттардської «Фортуни», підписавши трирічний контракт з опцією продовження ще на один сезон. 8 серпня 2025 року дебютував за «Фортуну» в матчі Ередивізі проти клубу «Гоу Егед Іглз», вийшовши в стартовому складі.

## Кар'єра в збірній
У 2021—2022 роках грав за збірну Нідерландів (до 20 років). У листопаді 2022 року почав виступати за збірну Індонезії (до 20) років, зігравши 2 матчі. В березні 2023 провів 1 матч за збірну Нідерландів (до 20 років).
4 січня 2024 року був включений в офіційну заявку збірної Індонезії для участі в матчах фінальної частини Кубка Азії 2023 в Катарі. 5 січня дебютував за збірну Індонезії в товариському матчі проти збірної Лівії. На турнірі зіграв в матчах групового етапу проти збірних Іраку, В'єтнаму та Японії (в грі з якою відзначився автоголом), а також в 1/16 фіналу проти збірної Австралії, де індонезійці поступились і вибули з чемпіонату.

## Особисте життя
Його мати нідерландка, а батько — індонезієць. 6 грудня 2023 року отримав індонезійське громадянство.

## Статистика виступів
Станом на 8 серпня 2025 
| Клуб                    | Сезон             | Чемпіонат         | Чемпіонат | Чемпіонат | Кубок | Кубок | Кубок ліги | Кубок ліги | Континентальні | Континентальні | Всього | Всього |
| Клуб                    | Сезон             | Дивізіон          | Матчі     | Голи      | Матчі | Голи  | Матчі      | Голи       | Матчі          | Голи           | Матчі  | Голи   |
| ----------------------- | ----------------- | ----------------- | --------- | --------- | ----- | ----- | ---------- | ---------- | -------------- | -------------- | ------ | ------ |
| Вулвергемптон Вондерерз | 2023–24           | Прем'єр-ліга      | 0         | 0         | 0     | 0     | 0          | 0          | 0              | 0              | 0      | 0      |
| Вулвергемптон Вондерерз | Всього            | Всього            | 0         | 0         | 0     | 0     | 0          | 0          | 0              | 0              | 0      | 0      |
| → Сересо Осака          | 2024              | Джей-ліга 1       | 6         | 0         | 0     | 0     | 2          | 0          | 0              | 0              | 8      | 0      |
| Фортуна (Сіттард)       | 2025–26           | Ередивізі         | 1         | 0         | 0     | 0     | 0          | 0          | 0              | 0              | 1      | 0      |
| Всього за кар'єру       | Всього за кар'єру | Всього за кар'єру | 7         | 0         | 0     | 0     | 2          | 0          | 0              | 0              | 9      | 0      |

1. ↑  Матчі в Кубку Джей-ліги